# Scarabaeus semipunctatus
Scarabaeus semipunctatus är en skalbaggsart som beskrevs av Fabricius 1792. Scarabaeus semipunctatus ingår i släktet Scarabaeus och familjen bladhorningar. Inga underarter finns listade i Catalogue of Life.

## Bildgalleri

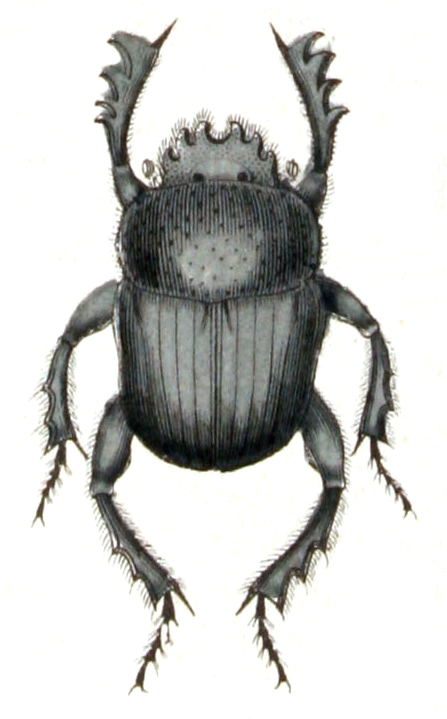
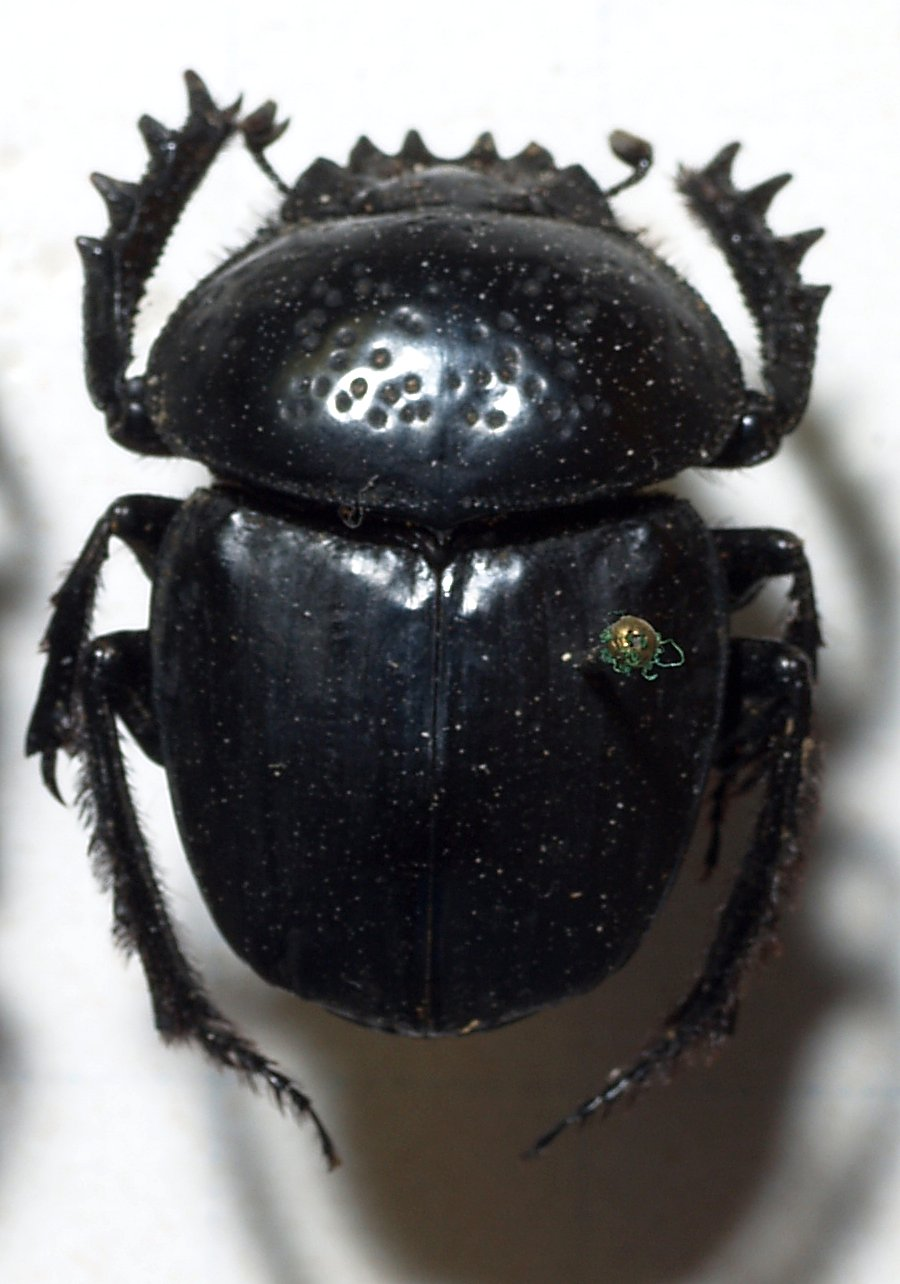